# Koorboek

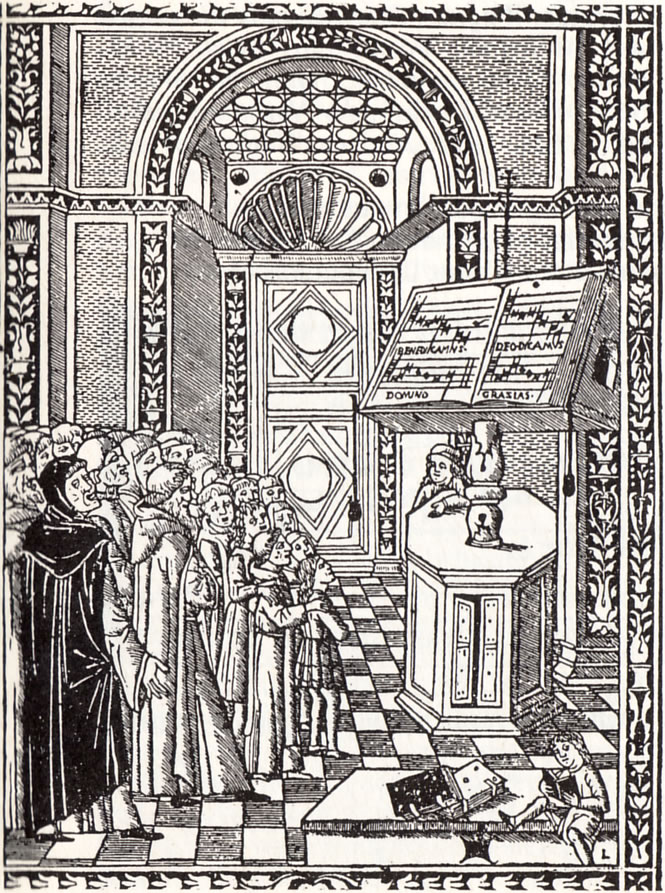
Houtsnede uit 1500, met een monniken- en novicenkoortje die gezamenlijk uit een koorboek zingen.

Een koorboek is een muziekboek op groot formaat, dat handgeschreven of (later) ook gedrukt was. Het koorboek werd zodanig op een lessenaar opgesteld voor het zangkoor, dat het gehele koor zicht op het boek had gedurende het zingen bij de liturgie. Het voordeel was dat het gehele koor met slechts één uitgave toe kon, en dat niet ieder koorlid een partituur nodig had.
Koorboeken met erg groot notenschrift waren vaak duur en rijkversierd uitgevoerd, en werden voor de eenstemmige koorzang tussen de 13e en 18e eeuw gebruikt. Koorboeken met meerstemmige geestelijke muziek waren er van de 15e tot 17e eeuw, maar werden soms ook tot in de 19e eeuw gebruikt (bijvoorbeeld in de Sixtijnse Kapel).
In de wereldlijke vocale muziek in de 15e en 16e eeuw werden de koorboeken ook toegepast.
Een koorboek werd vaak als volgt ingedeeld:
| S (verso) de sopraan- of diskant-partij | T (tenor) de tenorpartij |
| A (recto) de alt- of countertenorpartij | B (basso) de baspartij   |

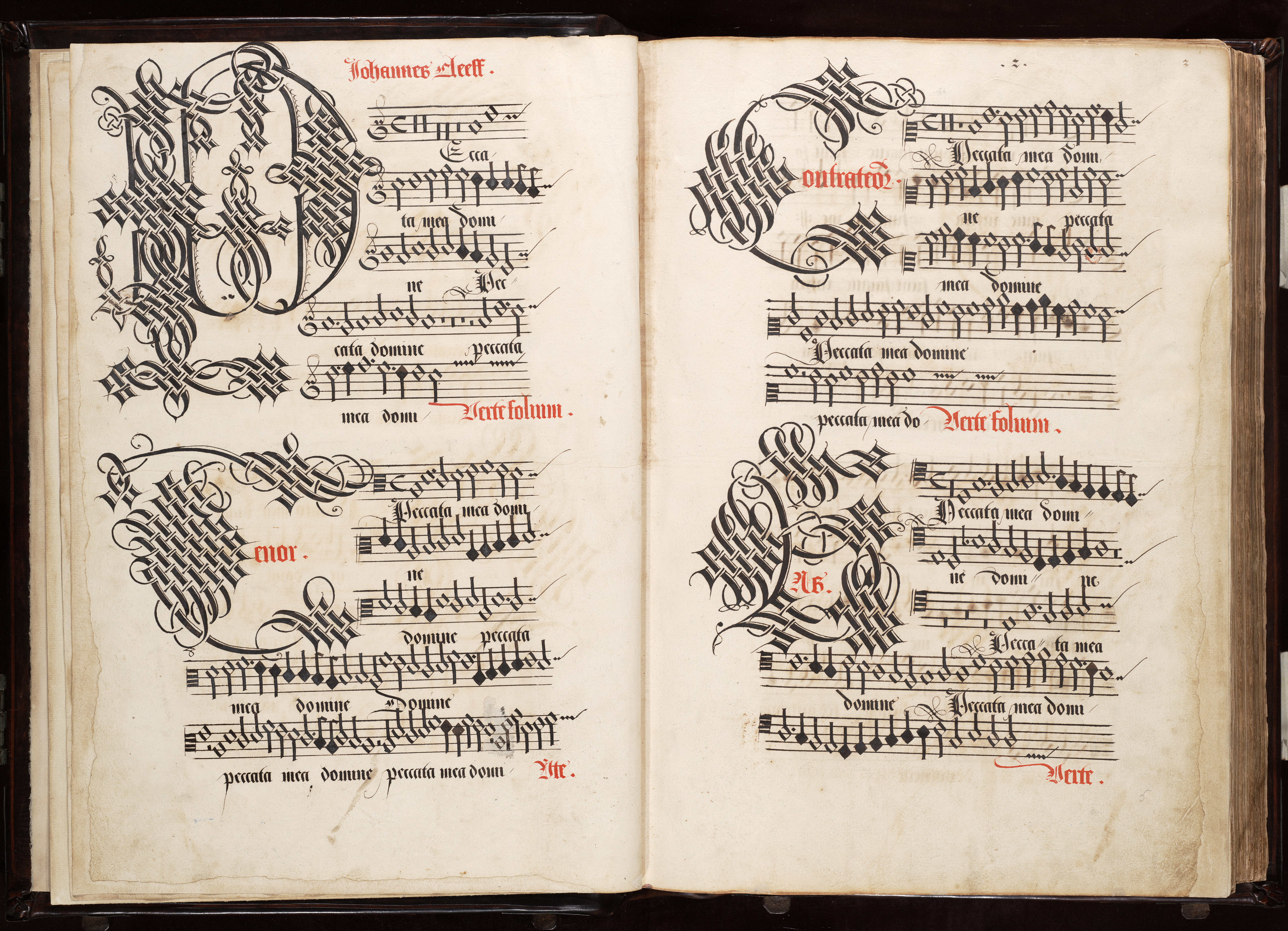
Opengeslagen Leids Koorboek

- Een beroemd handgeschreven koorboek is het Koorboek van Eton.
- Uit de Noordelijke Nederlanden zijn alleen zes (van de oorspronkelijke acht) Koorboeken van de Leidse  Pieterskerk bewaard gebleven, vervaardigd tussen 1549 en 1564. Eén wordt permanent geëxposeerd in het Stedelijk Museum De Lakenhal; de andere vijf bevinden zich in het Erfgoed Leiden e.o. Deze zijn volledig op internet beschikbaar.[1]
- Een voorbeeld van een gedrukt koorboek is de "Beckersche Psalter" van Heinrich Schütz (drie versies uit 1628, 1640 en 1661).